# Marienstraße 15 (Stralsund)

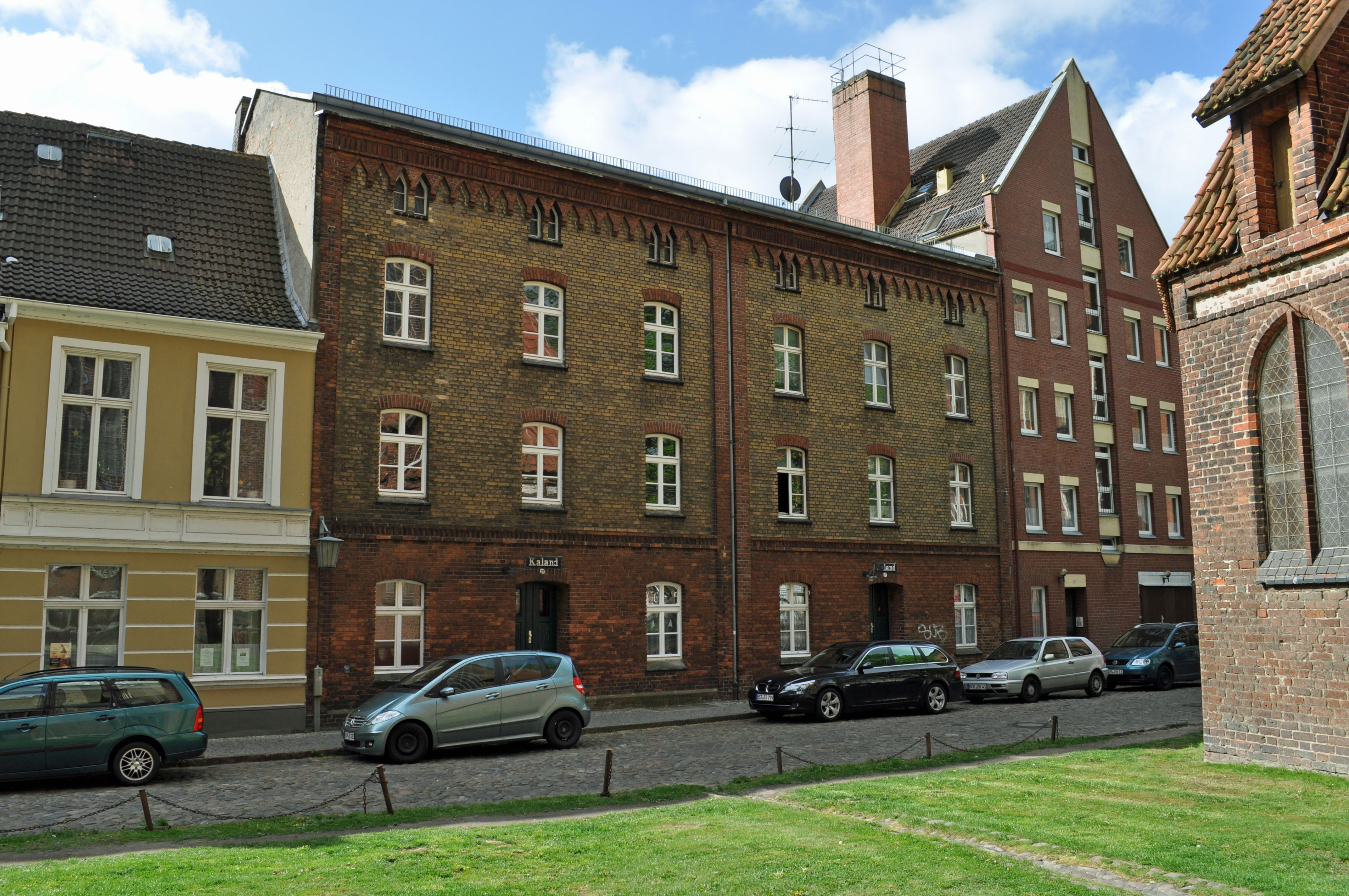
Das Haus Marienstraße 15 in Stralsund (2012)

Das Gebäude mit der postalischen Adresse Marienstraße 15 ist ein denkmalgeschütztes Bauwerk in der Marienstraße in Stralsund.
Der Backsteinbau wurde in den 1870er Jahren errichtet.
Die Fassade des dreigeschossigen und sechsachsigen Doppelhauses ist ähnlich dem westlichen Nachbarkomplex Marienstraße 7–10 gestaltet. Das Erdgeschoss, die Lisenenrahmung und der Fries unter der Traufe sind mit rotem Backstein vom sonst verwendeten gelben Backstein abgesetzt.
Zum Komplex gehört ein dreieinhalbgeschossiges Hinterhaus am Frankenwall mit Mittelrisalit.
Das Haus liegt im Kerngebiet des von der UNESCO als Weltkulturerbe anerkannten Stadtgebietes des Kulturgutes „Historische Altstädte Stralsund und Wismar“. In die Liste der Baudenkmale in Stralsund ist es mit der Nummer 510 eingetragen.
Das Gebäude wurde durch die „Kaland“-Stiftung gebaut.